# Deparia dimorphophylla
Deparia dimorphophylla là một loài thực vật có mạch trong họ Woodsiaceae. Loài này được (Koidz.) M. Kato miêu tả khoa học đầu tiên năm 1977.